# Transparent
Transparent è una serie televisiva statunitense di genere commedia drammatica creata da Jill Soloway per Amazon Studios. La serie ha debuttato su Prime Video il 6 febbraio 2014 ed è terminata il 27 settembre 2019, con la pubblicazione di un film TV musicale conclusivo.
In Italia, le prime quattro stagioni sono andate in onda dal 9 giugno 2015 al 7 febbraio 2018 sul canale satellitare Sky Atlantic, mentre il film TV conclusivo è stato distribuito su Prime Video il 27 settembre 2019.

## Trama
La serie narra le vicende di una famiglia di Los Angeles dopo la scoperta che il padre Mort è transessuale.

## Episodi
| Stagione         | Episodi | Pubblicazione USA | Prima TV Italia |
| ---------------- | ------- | ----------------- | --------------- |
| Prima stagione   | 10      | 2014              | 2015            |
| Seconda stagione | 10      | 2015              | 2016            |
| Terza stagione   | 10      | 2016              | 2017            |
| Quarta stagione  | 10      | 2017              | 2018            |
| Film TV          | Film TV | 2019              | 2019            |

## Personaggi e interpreti

### Personaggi principali
- Maura Pfefferman, nata Morton "Mort" (stagioni 1-4), interpretata da Jeffrey Tambor, doppiata da Stefano Albertini.
- Alexandra "Ali" Pfefferman (stagioni 1-4 e film TV), interpretata da Gaby Hoffmann, doppiata da Martina Felli.
- Joshua "Josh" Pfefferman (stagione 1-4 e film TV), interpretato da Jay Duplass, doppiato da Ruggero Andreozzi.
- Sarah Pfefferman (stagione 1-4 e film TV), interpretata da Amy Landecker, doppiata da Maddalena Vadacca.
- Shelly Pfefferman (stagione 1-4 e film TV), interpretata da Judith Light, doppiata da Rosalba Bongiovanni.
- Raquel Fein (ricorrente stagioni 1-2, stagioni 3-4 e film TV), interpretata da Kathryn Hahn, doppiata da Renata Bertolas.

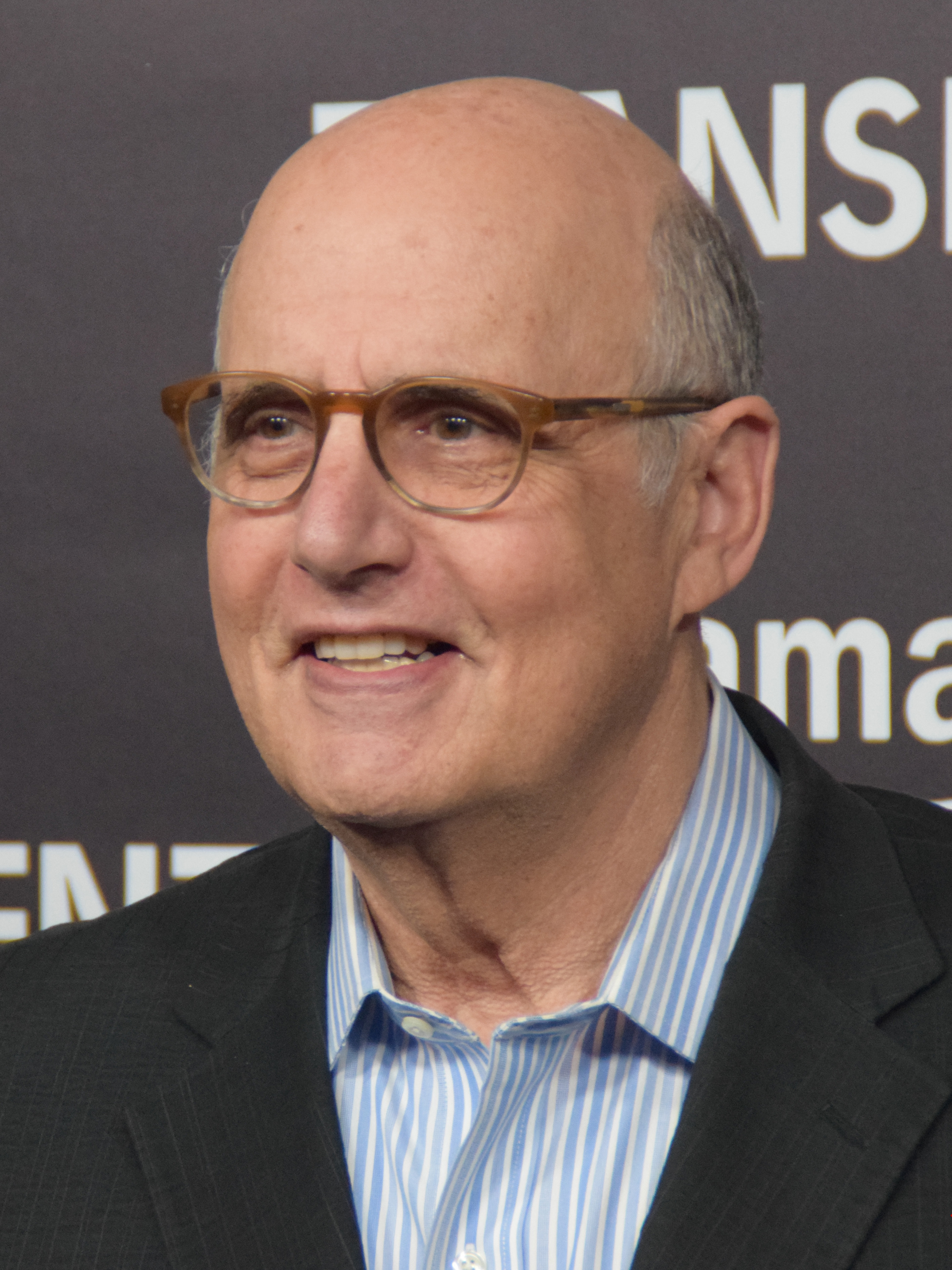
Jeffrey Tambor interpreta Maura Pfefferman.
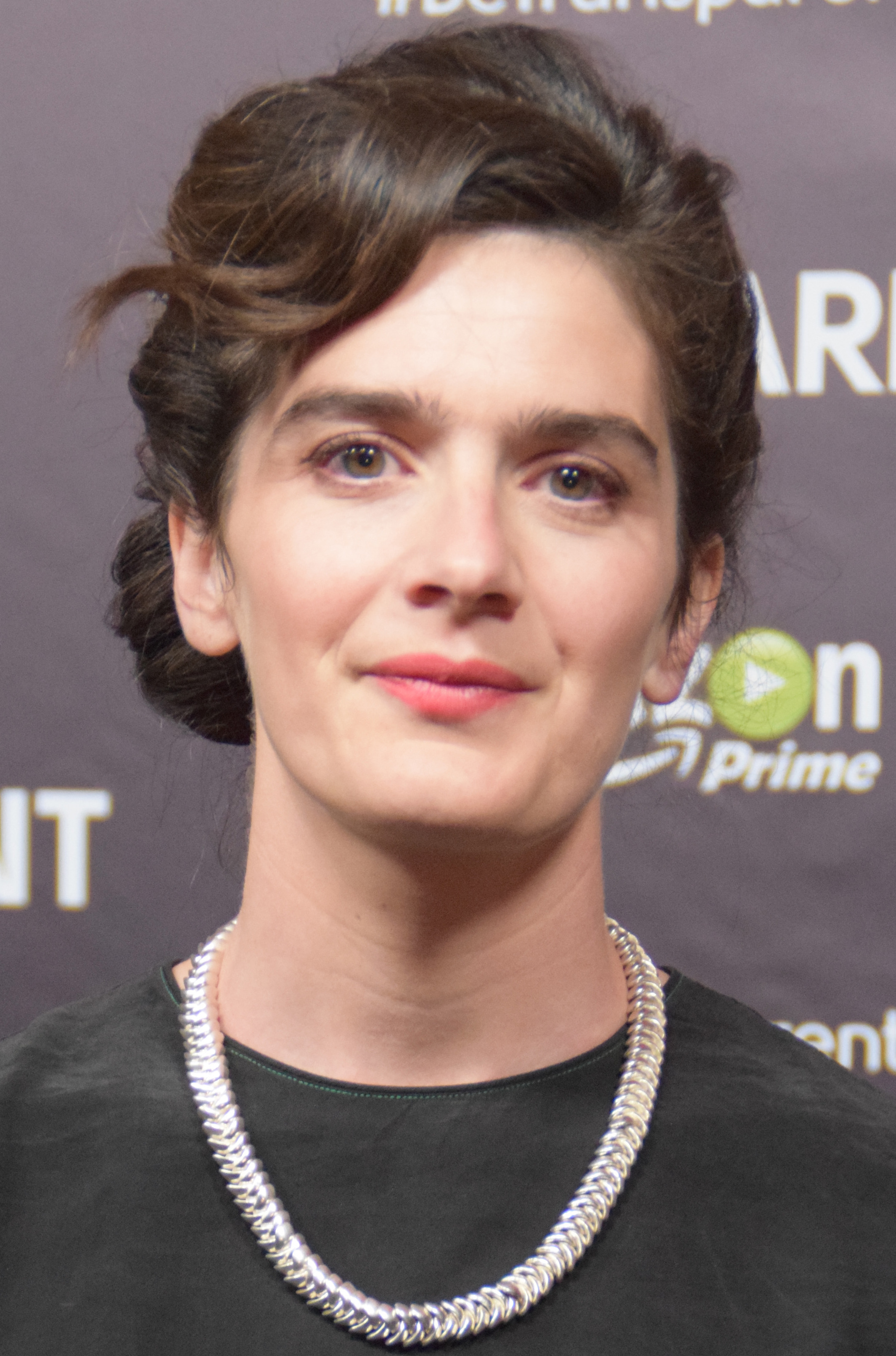
Gaby Hoffman interpreta Ali Pfefferman.
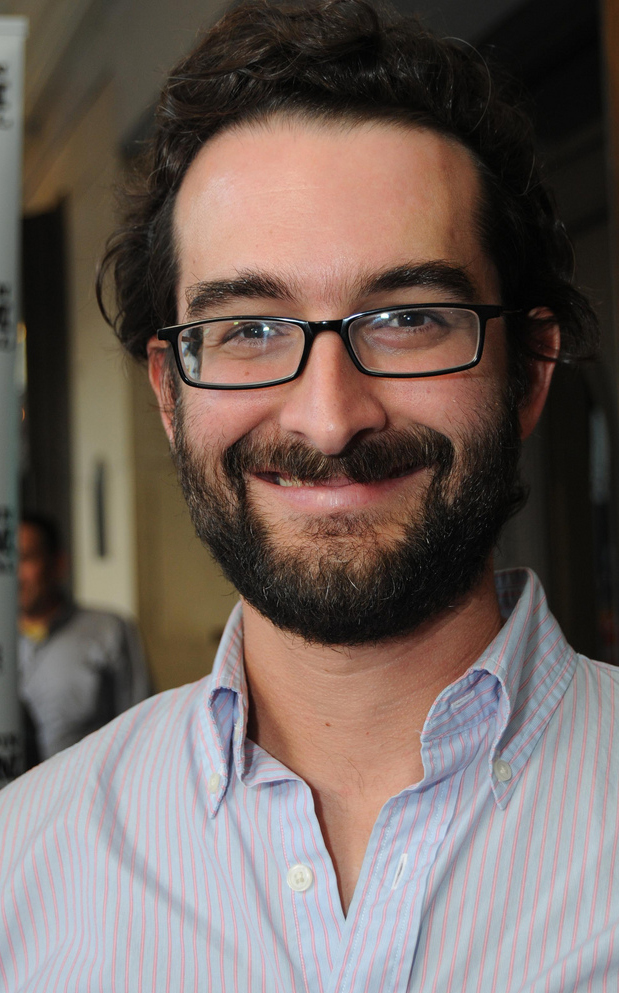
Jay Duplass interpreta Josh Pfefferman.
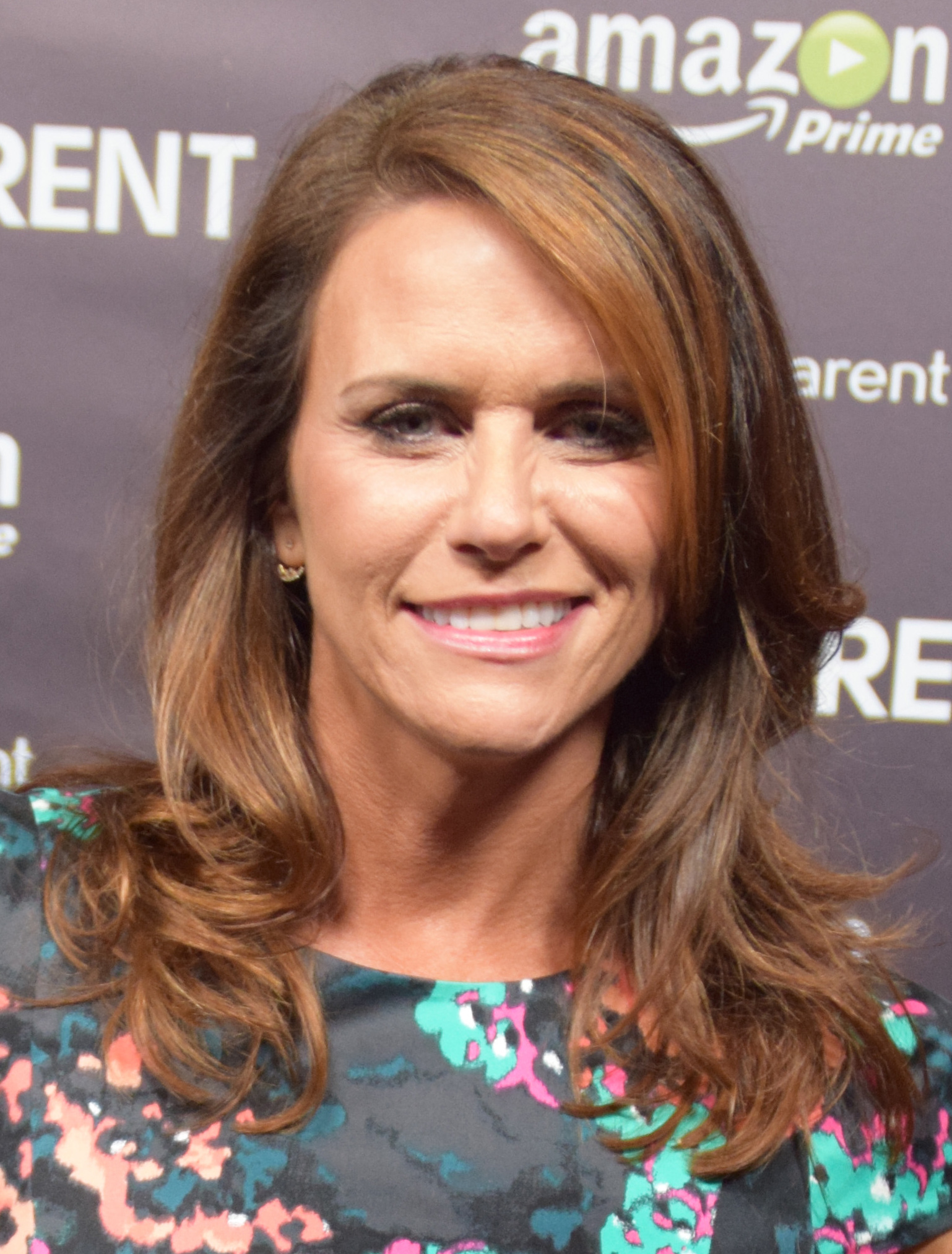
Amy Landecker interpreta Sarah Pfefferman.
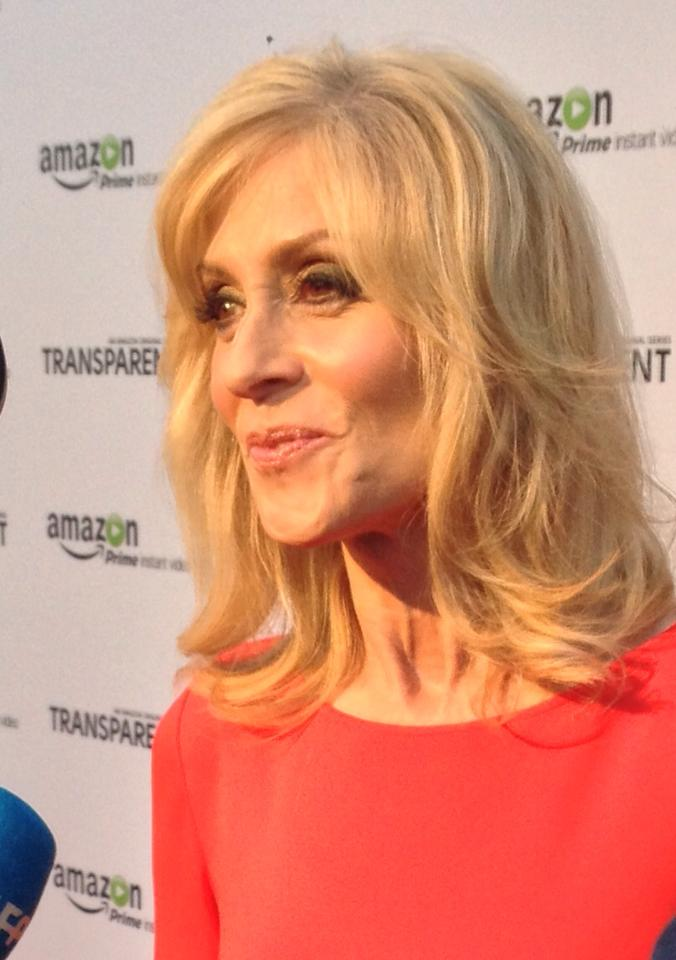
Judith Light interpreta Shelly Pfefferman.
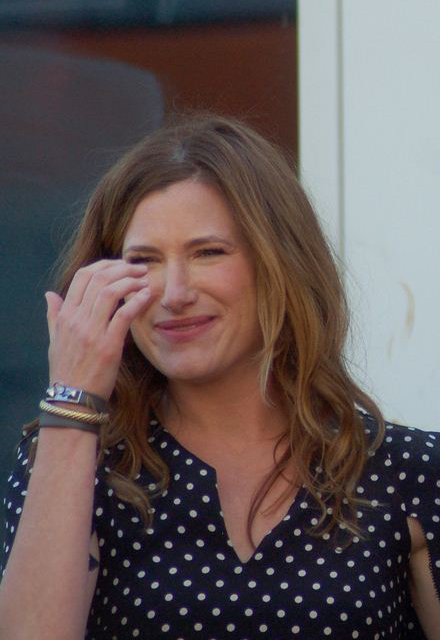
Kathryn Hahn interpreta Raquel Fein.

### Personaggi secondari
- Tammy Cashman (stagioni 1-2), interpretata da Melora Hardin.
- Divina, interpretata da Alexandra Billings.
- Bianca, interpretata da Kiersey Clemons.
- Len Novak, interpretato da Rob Huebel.
- Zack Novak, interpretato da Zackary Arthur.
- Ella Novak, interpretata da Abby Ryder Fortson.
- Ed Paskowitz, interpretato da Lawrence Pressman.
- Mike, interpretato da Amin Joseph.
- Ali da adolescente (stagione 1) e Rose giovane (stagione 2), interpretata da Emily Robinson.
- Josh da adolescente, interpretato da Dalton Rich.
- Sarah da adolescente, interpretata da Kelsey Reinhardt.
- Derek, interpretato da Cleo Anthony.
- Sydney "Syd" Feldman, interpretata da Carrie Brownstein.
- Kristin, interpretata da Deborah S. Craig.
- Zack, interpretato da Sawyer Ever.
- Marcy (stagione 1) e Magnus Hirshfield (stagione 2), interpretati da Bradley Whitford.
- Kaya, interpretata da Alison Sudol.
- Leslie, interpretata da Cherry Jones.
- Vicki, interpretata da Anjelica Huston.
- Gittel, interpretata da Hari Nef.
- Connie (stagione 1) e Yetta (stagione 2), interpretate da Michaela Watkins.
- Dr. Steve, interpretato da Jason Mantzoukas.
- Barb, interpretata da Tig Notaro.
- Mendel, interpretato da Luzer Twersky.
- Nitzan (stagione 4), interpretato da Mark Ivanir.

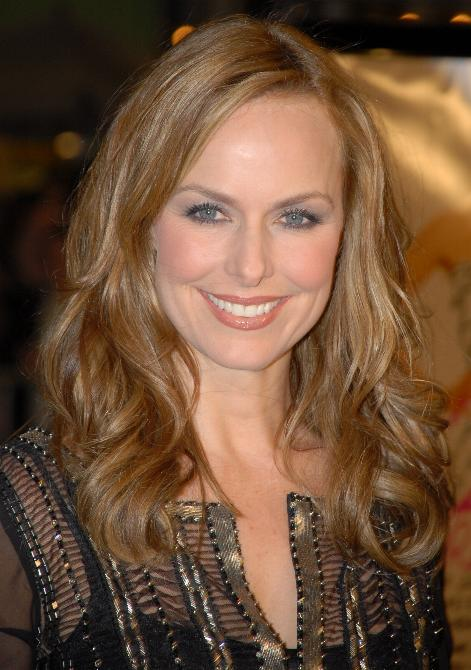
Tammy è interpretata da Melora Hardin.
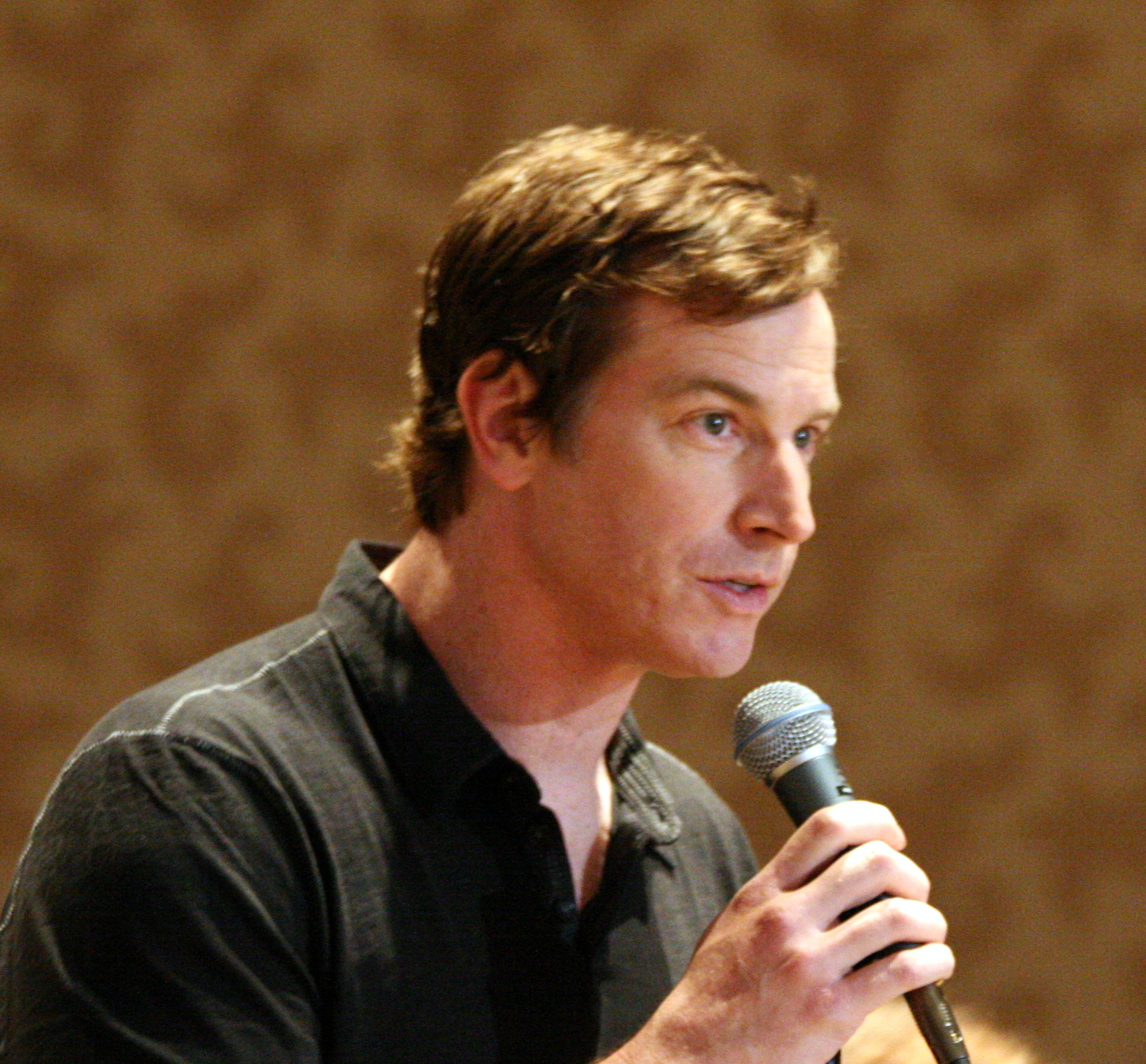
Len Novak è interpretato da Rob Huebel
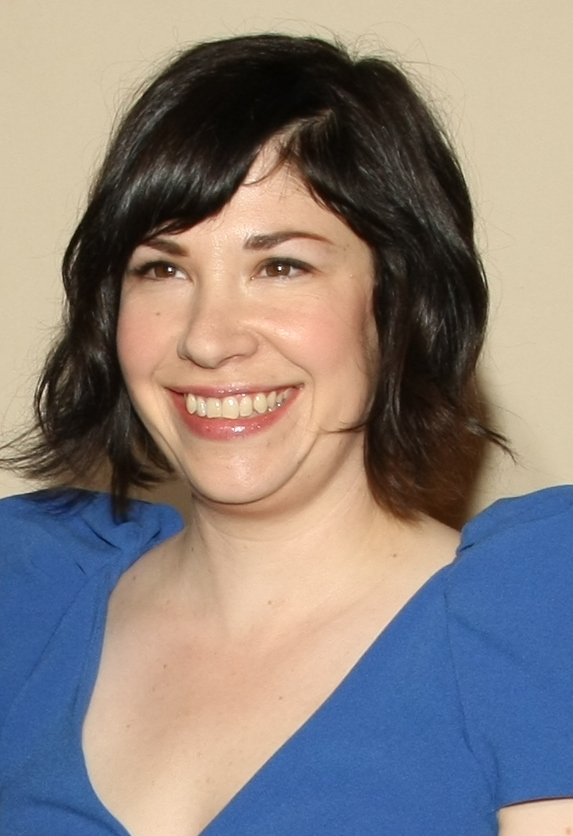
Syd è interpretata da Carrie Brownstein.
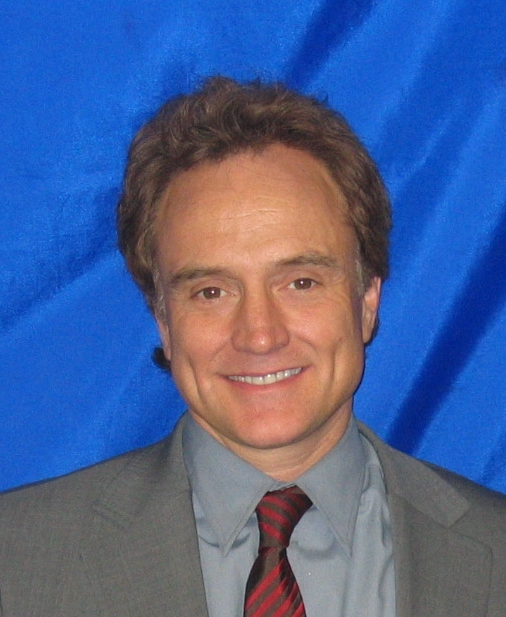
Marcy e Magnus Hirshfield sono interpretati da Bradley Whitford.
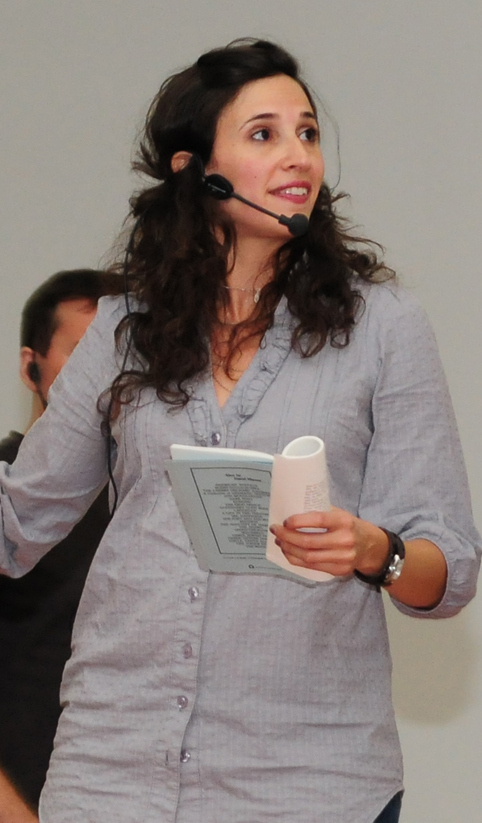
Connie e Yetta sono interpretate da Michaela Watkins.

## Produzione
Il 12 marzo 2014 Amazon Studios ha rinnovato la serie per ulteriori episodi che costituiscono la prima stagione, resi disponibili dal 26 settembre 2014. La serie è stata rinnovata da Amazon per una seconda stagione pubblicata dal 30 novembre all'11 dicembre 2015. Amazon Studios ha successivamente rinnovato la serie per una terza stagione. Prima della première della terza stagione, arriva il rinnovo anche per la quarta stagione. Stessa cosa, vale per la quinta, rinnovata prima della première della quarta stagione.
Il 19 novembre 2017, Tambor ha annunciato di aver lasciato la serie dopo che diverse accuse di molestie sessuali sono state fatte contro di lui. Ufficialmente licenziato da Transparent il 15 febbraio 2018.

## Riconoscimenti
- 2015
  - Golden Globe
    - Miglior serie televisiva commedia o musicale
    - Miglior attore in una serie televisiva commedia o musicale a Jeffrey Tambor

  - AFI Awards
    - Programma televisivo dell'anno

  - GLAAD Media Awards
    - Miglior serie televisiva commedia

  - Young Artist Awards[6]
    - Miglior performance in una serie televisiva - Giovane attrice ricorrente di anni 14-16 a Emily Robinson
    - Nomination per la Miglior performance in una serie televisiva - Giovane attrice ricorrente di anni 17-21 a Kiersey Clemons

  - Premio Emmy
    - Miglior attore protagonista in una serie commedia a Jeffrey Tambor
    - Miglior regia per una serie commedia a Jill Soloway
    - Miglior attore guest star in una serie commedia a Bradley Whitford
    - Miglior tema musicale originale di una sigla a Dustin O'Halloran
    - Migliori costumi per una serie, miniserie o film contemporanea a Marie Schley
    - Nomination Miglior scenografia per una serie con episodi inferiori ai 30 minuti
    - Nomination Miglior casting per una serie commedia
    - Nomination Miglior montaggio video per una serie commedia single-camera
    - Nomination Miglior scenografia per una serie con episodi inferiori ai 30 minuti
- 2016
  - Golden Globe
    - Nomination Miglior serie commedia o musicale
    - Nomination al Miglior attore in una serie televisiva commedia o musicale a Jeffrey Tambor
    - Nomination Migliore attrice non protagonista in una serie, mini-serie o film per la televisione a Judith Light

  - Premio Emmy
    - Miglior attore protagonista in una serie commedia a Jeffrey Tambor
    - Miglior regia per una serie commedia per l'episodio "Man on the Land" a Jill Soloway
    - Miglior scenografia per una serie con episodi fino a 30 minuti
    - Nomination per la miglior serie commedia
    - Nomination per la miglior attrice non protagonista in una serie commedia a Gaby Hoffmann
    - Nomination per la miglior attrice non protagonista in una serie commedia a Judith Light
    - Nomination per la miglior attrice guest star in una serie commedia a Melora Hardin
    - Nomination per il miglior attore guest star in una serie commedia a Bradley Whitford
    - Nomination per il miglior casting per una serie commedia a Eyde Belasco
    - Nomination per i migliori costumi per una serie con episodi fino a 30 minuti

  - 2017
    - Golden Globe
      - Nomination Miglior serie commedia o musicale